# Anders Kallur
Anders Kallur, (Ludvika, Zweden, 6 juni 1952) is een Zweeds voormalig professioneel ijshockeyspeler.
Hij tekende bij de New York Islanders in 1979 en speelde zijn hele Noord-Amerikaanse carrière voor datzelfde team (uitgezonderd twee wedstrijden met de Indianapolis Checkers).
Hij won bij de Islanders vier keer de Stanley Cup, van 1980 tot 1983.
Samen met een andere Zweed, Stefan Persson, was hij de eerste Europese speler die de Stanley Cup won.
Anders Kallur is vader van de Zweedse atletes Jenny en Susanna.

## Carrière
Anders Kallur begon zijn carrière in 1970 in de tweede klasse in Zweden bij Falun IF. Na 
twee jaar maakte hij zijn debuut in de Zweedse eerste klasse Elitserien bij HC Tunabro, waar hij tot 1974 speelde.
Met MoDo Hockey leidde het daarna tot de definitieve doorbraak. Hij speelde van 1974 tot 1976 bij het team.
Van 1976 tot 1978 speelde hij bij Södertälje SK en in het seizoen 1978-79 bij Djurgårdens IF, alvorens hij in 1979 in de NHL bij de New York Islanders zou spelen. In 1979 won hij ook de Guldpucken als beste Zweedse ijshockeyspeler van het jaar.
Daar ervoer hij de meest succesvolle jaren van het team. Van 1980 tot 1983 wonnen de Islanders vier opeenvolgende keren de Stanley Cup en Anders Kallur en teamkameraad Stefan Persson werden de eersten Zweden die de Stanley Cup konden winnen. In 1984 bereikten ze opnieuw de finale van de Stanley Cup, maar ze moesten de meerdere erkennen in de Edmonton Oilers rond Wayne Gretzky, die ze in het voorjaar in de Stanley Cup-Finale verslagen hadden. In 1985 beëindigde Kallur zijn carrière.
In de tijd dat hij bij de New York Islanders speelde, werd Anders Kallur vader van een tweeling, Jenny en Susanna, die nu zeer goed in atletiek zijn.

## Clubs
- New York Islanders (1979/1980-1984/1985)
- Indianapolis Checkers (1979/1980) (2 wedstrijden)
- Djurgårdens IF Hockey (1978/1979)
- Södertälje SK (1976/1977-1977/1978)
- MODO Hockey (1974/1975-1975/1976)
- IF Tunabro (1972/1973-1973/1974)
- Team Falun (1970/1971-1971/1972)

## Palmares
- Stanley Cup: 1980, 1981, 1982 und 1983
- Guldpucken: 1979 (Zweeds speler van het jaar)
- Zweeds Wereld All-Star Team: 1979